# Rudolf Wolf
Johann Rudolf Wolf (Fällanden, 7 de julio de 1816 - Zúrich, 6 de diciembre de 1893) fue un astrónomo suizo.

## Biografía
Rudolf Wolf estudió astronomía en Zúrich, Viena y Berlín. Al graduarse enseñó matemáticas y física en Berna. En 1847 era designado director del pequeño observatorio astronómico de Berna. En 1855 volvió a Zúrich dónde fue nombrado profesor de Astronomía en la Universidad y en la escuela Politécnica.
En 1855 regresó a Zúrich, donde fue nombrado profesor de Astronomía en la Universidad y en la Escuela Politécnica. En 1864 fue designado director del Observatorio de Zúrich.
Wolf fue un escritor prolífico. Su obra Matemática, Física, Geodesia y Astronomía tuvo seis ediciones entre 1852 y 1893. Su Historia de la Astronomía reciente, publicada en 1877, y su Manual de Astronomía, publicado en 1893, fueron muy populares a finales del siglo XIX y comienzos del XX. También contribuyó con cuatro volúmenes a las Biografías de hombres suizos de ciencia y escribió dos manuales de matemáticas.

## Su investigación
Su interés por las manchas solares lo causó su observación de un grupo de manchas solares en diciembre de 1847 particularmente grande y espectacular. Empezando entonces sus propias observaciones telescópicas y archivos de manchas solar que llevó a cabo continuamente durante los siguientes 46 años. Muy impresionado con el descubrimiento de Schwabe del ciclo de 11 años de las manchas solares embarcó al Observatorio de Berna (y al de Zúrich más tarde), en un programa de estudios históricos apuntado a reconstruir la variación en el número de manchas solar tan atrás en el pasado como fuera posible, basándose en los cuadernos supervivientes y dibujos hechos por astrónomos. Para llevar a cabo este programa Wolf definió su ahora famoso número de manchas solares relativo. En 1868 Wolf recuperaba una reconstrucción de número de mancha solar más fiable hasta 1745, y se empeñó en una reconstrucción hasta 1610, aunque la escasez de datos hizo que estas determinaciones más viejas fueran menos fiables. Wolf fue el primero en notar la posible existencia en el registro de manchas solares de un período de modulación más largo de aproximadamente 55 años. 
En 1852 Wolf independientemente de otras cuatro personas y más o menos simultáneamente anunció la coincidencia entre el ciclo de 11 años de las manchas solares y el ciclo de actividad geomagnético. Wolf y otros también notaron una correspondencia similar entre ciclo de las manchas solares y la frecuencia de actividad de las auroras. Wolf buscó un periodicidad similar con los fenómenos meteorológicos, pero sin los resultados conclusivos. 
Wolf informó de los resultados de sus investigaciones históricas en las manchas solares en su Astronomische Mittheilungen, una especie de periódico de la investigación privado que aparecía en 13 volúmenes entre 1852 y 1893, y de que Wolf era el único autor. El número de mancha solares de Wolf, como se llama ahora, continuó usándose en el Observatorio de Zúrich hasta las 1979, cuando se transfirió a Bruselas.
- Datos: Q115675
- Multimedia: Rudolf Wolf / Q115675